# Adolfo Covi
Adolfo Covi (Milano, 1932 – Monza, 6 settembre 1959) è stato un pilota motociclistico italiano.

## Biografia
Giovane promessa del tennis italiano, soprannominato "il mancino maledetto", fu chiamato nella nazionale juniores che prese parte alla Coppa de Galea 1951.
Tra i migliori piazzamenti vi è il raggiungimento della semifinale del campionato siciliano 1955, poi persa contro Nicola Pietrangeli.
Mentre stava ancora primeggiando in seconda categoria, a causa del carattere difficile abbandonò il tennis, passando al motociclismo nonostante l'opposizione dei familiari. Durante una prova a Monza incontrò Ferruccio Gilera, figlio di Giuseppe, fondatore dell'omonima azienda, diventandone amico.
Prese parte al Gran Premio delle Nazioni 1958, dove in classe 500 ottenne il 12º posto con una Norton. La stagione successiva prese nuovamente parte al Gran Premio delle Nazioni, che si corse a Monza. Durante la gara della 500, sempre alla guida di una Norton, all'uscita della Lesmo cadde, impattando contro un terrapieno. Nell'urto riportò la frattura della base cranica e dell'osso parietale sinistro, rimanendo ucciso.

## Risultati
| 1958 | Classe | Moto   |  |  |  |  |  |  |    |  |  | Punti | Pos. |
| ---- | ------ | ------ |  |  |  |  |  |  | -- |  |  | ----- | ---- |
| 1958 | 500    | Norton |  |  |  |  |  |  | 12 |  |  | 0     |      |

| 1959 | Classe | Moto   |  |  |  |  |  |  |  |     |  | Punti | Pos. |
| ---- | ------ | ------ |  |  |  |  |  |  |  | --- |  | ----- | ---- |
| 1959 | 500    | Norton |  |  |  |  |  |  |  | Rit |  | 0     |      |

| Legenda | 1º posto        | 2º posto            | 3º posto            | A punti      | Senza punti        | Grassetto – Pole position Corsivo – Giro più veloce |
| Legenda | Gara non valida | Non qual./Non part. | Ritirato/Non class. | Squalificato | '-' Dato non disp. | Grassetto – Pole position Corsivo – Giro più veloce |